# Гаравалья, Массимо
Массимо Гаравалья (итал. Massimo Garavaglia; род. 8 апреля 1968, Куджоно) — итальянский политик, министр туризма (2021—2022).

## Биография
Окончил университет Боккони по специальности «экономика и коммерция» и Миланский университет, где изучал политологию.
Переехал из родного Куджоно в Маркалло-кон-Казоне, где начал политическую карьеру: с 1999 по 2009 год являлся мэром города в течение двух сроков. Активист Лиги Севера, в 2006 году был впервые избран в Палату депутатов, в 2008 году — в Сенат от области Ломбардия, став самым молодым сенатором в истории Итальянской Республики. 19 марта 2013 года губернатор Ломбардии Роберто Марони назначил Гаравалью асессором региональной администрации, передав в его ведение вопросы экономического роста и упрощения нормативной базы, вследствие чего 7 мая 2013 года Гаравалья сдал мандат сенатора. В 2018 году при поддержке правоцентристской коалиции вновь избран в Палату депутатов, теперь от одномандатного округа Леньяно.
12 июня 2018 года назначен младшим статс-секретарём Министерства экономики и финансов при формировании первого правительства Конте.
22 марта 2019 года назначен заместителем министра экономики и финансов того же кабинета.
5 сентября 2019 года без участия Лиги Севера сформировано второе правительство Конте, в котором Гаравалья не получил никакого назначения.
13 февраля 2021 года принесло присягу правительство Драги, в котором Гаравалья назначен министром без портфеля, ответственным за сферу туризма.
26 февраля 2021 года правительство провело реорганизацию системы министерств, в рамках которой было впервые создано Министерство туризма (Ministero del turismo) во главе с Гаравалья.
22 октября 2022 года было сформировано правительство Мелони, в котором Гаравалья не получил никакого назначения.